# Гидион (Њамц)
Гидион (рум. Ghidion) насеље је у Румунији у округу Њамц у општини Станица. Oпштина се налази на надморској висини од 348 m.

## Становништво
Према подацима из 2002. године у насељу је живело 437 становника, од којих су сви румунске националности.